# Always on Display

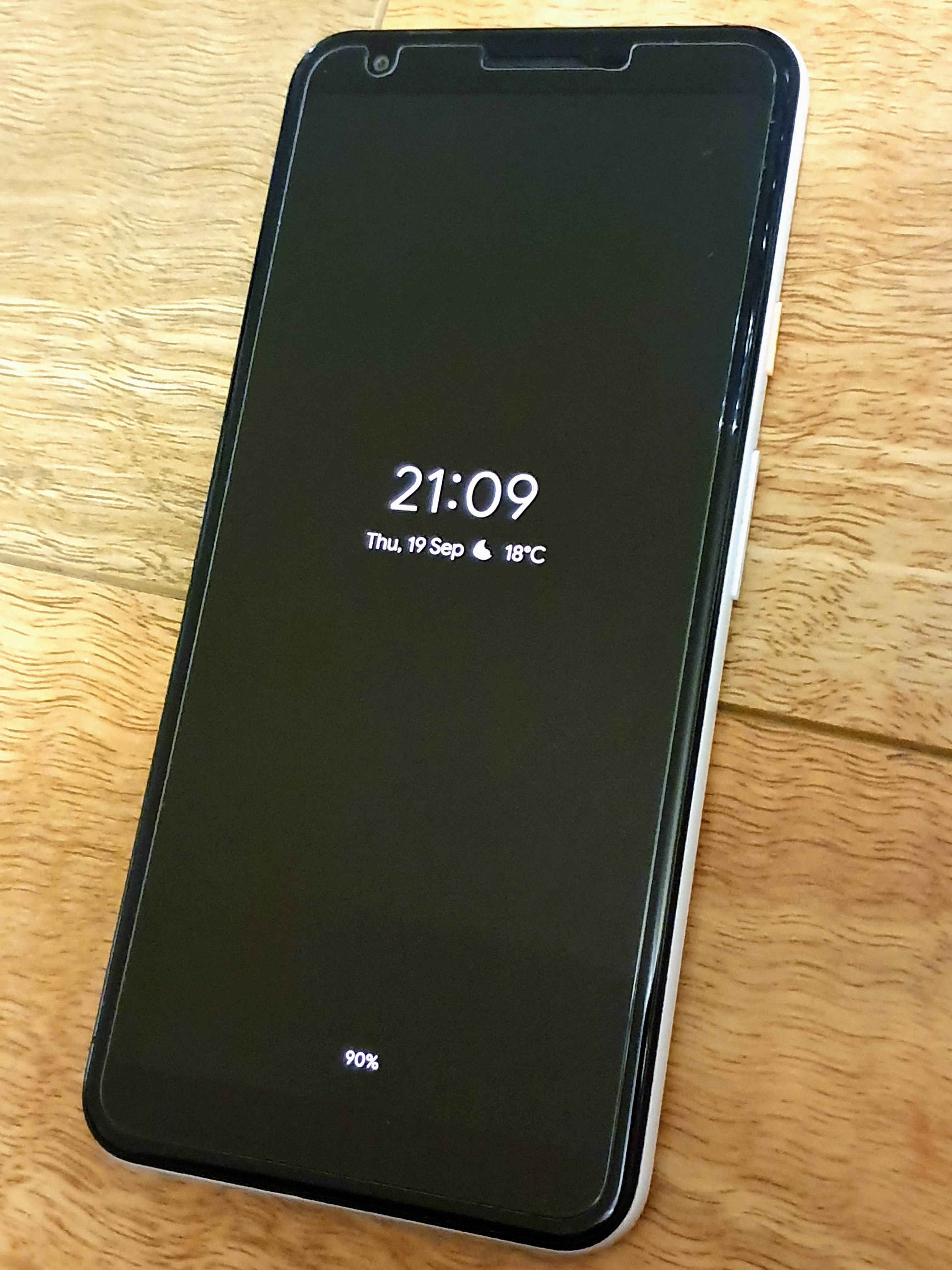
Celular exibindo a funcionalidade Always On Display.

Always-On Display, ou AOD, é um recurso que está disponível em certos smartphones da Samsung. Foi introduzido com o Samsung Galaxy S7 em 2016.
Esta tecnologia foi introduzida pela primeira vez pela Nokia em 2009 no Nokia N86, e mais amplamente adotada com a sua próxima geração de aparelhos com Symbian em 2010 (o Nokia N8, C7, C6-01 e E7). Tornou-se um recurso padrão na maioria dos Nokia Lumia com Windows Phone em 2013, emparelhado com o aplicativo Nokia Glance Screen. O recurso tornou-se mais amplamente disponível em aparelhos Android, incluindo Motorola (Moto X, Moto Z), LG (G5, G6, V30), Samsung (Galaxy S7, S8, S9) e o Google Pixel 2.
Um aparelho com AOD habilitado mantém uma parte limitada da tela durante o modo de espera. O AOD mostra a hora, a data, e o status da bateria por padrão, mas pode ser configurado para mostrar também os vários tipos de notificações e protetores de tela.
O recurso Always On Display consome mais energia. Embora o Samsung Galaxy S7 e S7 Edge sejam construídos com telas AMOLED que desligam píxeis pretos, cores, sensores e processadores, todos consomem energia enquanto AOD está em uso, o que leva a um consumo adicional de cerca de 3% por hora.